# Горожанка (Тернопольская область)
Горожанка (укр. Горожанка) — село в Монастырисской городской общине Чортковского района Тернопольской области Украины.
До 2020 года входило в Монастырисский район.
Расположено на реке Горожанка (приток Днестра).
Население по переписи 2001 года составляло 957 человек. Почтовый индекс — 48311. Телефонный код — 3555.